# Iridomyrmex purpureus
La hormiga de la carne (Iridomyrmex purpureus) es una especie de hormiga de la subfamilia Dolichoderinae endémica de Australia.

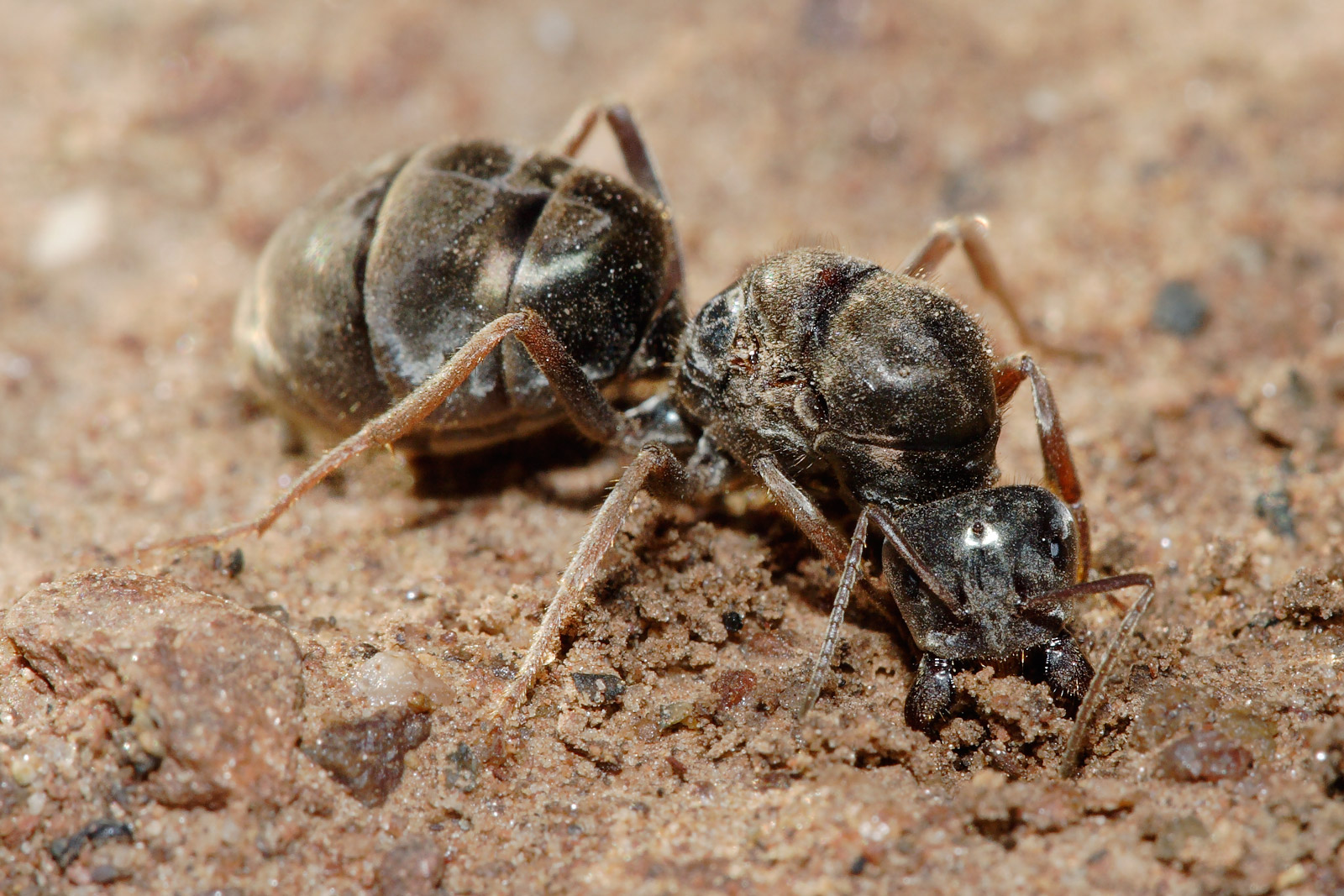
Una reina cavando un agujero, tras su vuelo nupcial.

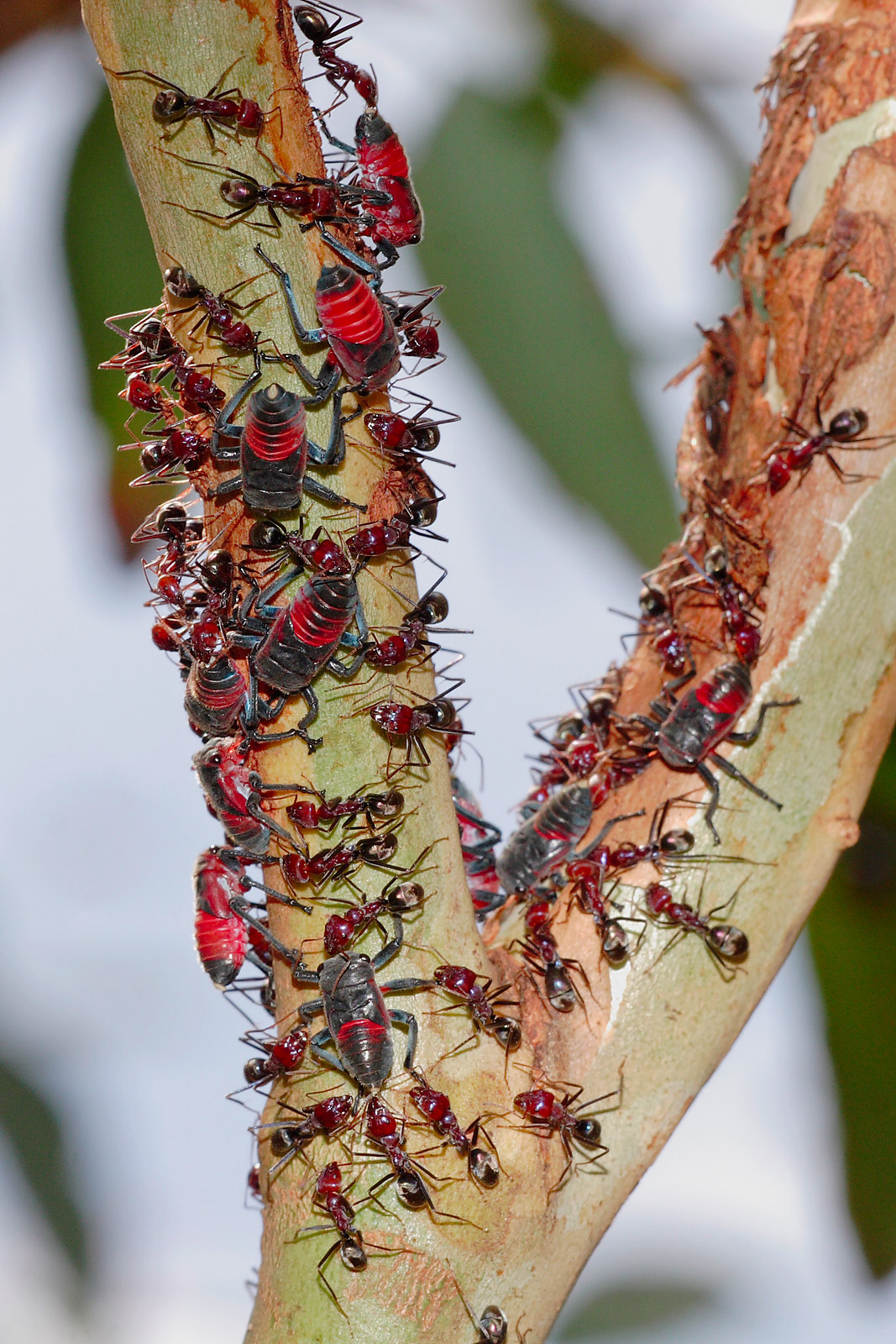
Cicadellidae protegidos por un ejército de hormigas de la carne.

Vive en nidos subterráneos de más de 64.000 obreras. Muchos nidos pueden estar interconectados haciendo una "supercolonia" que puede cubrir 650 m. Les gusta llevar grava, arena o trozos de vegetación a la entrada del nido.
Es omnívora, cavadora y usada por granjeros australianos para la remoción de carcasas de grandes animales. Puestos cerca de sus nidos, dichos animales pueden ser reducidos a hueso desnudo en cuestión de semanas.
Forrajean durante el día y, siendo una especie agresiva, fuerzan a otras especies de hormigas a buscar alimento de noche. Pueden llegar a ser agresivas hacia otras colonias de su propia especie, aunque solo suelen llegar a una lucha ritual para establecer fronteras de forrajeo.
Como otras especies de Iridomyrmex, realizan una relación simbiótica con larvas de ciertas especies de mariposas que producen secreciones que ellas comen. Y protegen a las orugas de la predación.